# Leucothyreus davisi
Leucothyreus davisi är en skalbaggsart som beskrevs av Ohaus 1908. Leucothyreus davisi ingår i släktet Leucothyreus och familjen Rutelidae. Inga underarter finns listade i Catalogue of Life.